# Marius Urzică
Marius Daniel Urzică (Toplița, República Popular de Romania 1975) és un gimnasta artístic romanès, especialitzat en cavall amb arcs, ja retirat, guanyador de quatre medalles olímpiques. Juntament amb Miroslav Cerar i Zoltán Magyar és considerat un dels grans dominadors del cavall amb arcs. Conegut com el "El rei del cavall amb arcs", el 2001 va aconseguir la puntuació màxima de 10.00 en aquest aparell al Gran Premi de Glasgow. Dos elements de la gimnàstica artística, un sobre cavall amb arcs i un altre sobre barres paral·leles reben el seu nom.

## Biografia
Va néixer el 30 de setembre de 1975 a la ciutat de Toplița, població situada a la província de Harghita, que en aquells moments formava part de la República Popular de Romania i que avui dia forma part de la República de Romania.

## Carrera esportiva
Va participar, als 20 anys, en els Jocs Olímpics d'Estiu de 1996 a Atlanta (Estats Units), on va aconseguir la medalla de plata en la prova de cavall amb arcs, a més de finalitzar novè en la prova masculina per equips com a resultat més destacat. Aels Jocs Olímpics d'Estiu de 2000 a Sydney (Austràlia) va aconseguir la medalla d'or en la prova de cavall amb arcs. Quedà així mateix sisè en la prova masculina per equips i vuitè an la prova de barres paral·leles, posicions per les quals guanyà sengles diplomes olímpics. Als Jocs Olímpics d'Estiu de 2004 a Atenes (Grècia) aconseguí la medalla de plata en la prova de cavall amb arcs i la medalla de bronze en la prova masculina per equips.
Al llarg de la seva carrera ha guanyat cinc medalles al Campionat del Món de gimnàstica artística, entre elles tres medalles d'or, i quatre medalles al Campionat d'Europa de l'especialitat, entre elles tres medalles d'or.
El 2008 va exercir d'entrenador al CS Dinamo de Bucarest juntament amb el seu antic company d'equip Marian Drăgulescu.